# Aaron Abeyta
Aaron Abeyta (8 augustus 1965), ook wel bekend als El Hefe, is de gitarist en trompettist van punkband NOFX.
Abeyta heeft zijn bijnaam te danken aan het grote aantal instrumenten die hij beheerst, en omdat er in de tijd dat hij bij de band kwam, er al twee Erics in zaten. Daar nog een keer Aaron bij zou te veel worden (in het Engels lijken de namen meer op elkaar dan in het Nederlands).
El Hefe is bij de band gekomen in 1991. Zijn eerste opnames met de band zijn voor de ep The Longest Line uit 1992. Behalve gitaar en trompet, bespeelt hij ook veel andere (blaas)instrumenten. Ook draagt hij bij aan de zang.
Hefe is bekend om zijn humoristische stemimitaties (bijvoorbeeld de stemmen van Beavis and Butthead en Popeye). Hij was ooit eigenaar van een nachtclub genaamd 'Hefe's' in Eureka, CA. De gitarist woont in Santa Clarita, Californië, heeft een kind en is getrouwd met Jennifer Abeyta.